# Ellene Alice Bailey
Ellene Alice Bailey (1853 – 22 de julio de 1897) fue una diseñadora e inventora estadounidense especializada en ropa y artículos de uso doméstico. Patentó más de una docena de sus muchos inventos.

## Biografía
Ellene Alice Bailey nació en Pond Fort, justo al sur de Wentzville, Misuri, la tercera hija de Robert Bailey y Lucinda (Zumwalt) Bailey. Pronto en su carrera, se mudó a Nueva York y creó un negocio con la fabricación de diseños propios o su venta para la fabricación exterior.
Bailey se convirtió en una diseñadora  de ropa y artículos de uso doméstico, así como inventora de dispositivos prácticos. Su primer diseño fue la "bota Pond Fort", una bota hasta la rodilla de ajuste apretado que patentó en Estados Unidos y Canadá en 1880. Sus diseños de ropa posteriores incluyeron un protector de pecho de fieltro perforado, una correa de brazo para mangas, un protector de piernas impermeable, un brasier con estructura desmontable, y un escudo de corsé.
Una de sus primeras invenciones fue la aguja "Dardo", patentada por primera vez en 1884. Inicialmente ella misma fabricó la Dardo, haciendo las primeras 60,000 por su cuenta después de que el hombre que había contratado para el trabajo se fugara. Más tarde hizo que la aguja fuera fabricada por una empresa externa. Otros objetos prácticos para la casa incluían un álbum de fotografía, varios relojes, mesas ornamentales, y unas tijeras de mano. Un buen número de las invenciones de Bailey eran novedosas o estacionales, como una batidora de plata y un rollo de música vendido como tarjeta de Navidad. En ocasiones,  mejoraba los diseños originales de otros inventores para hacerlos vendibles.

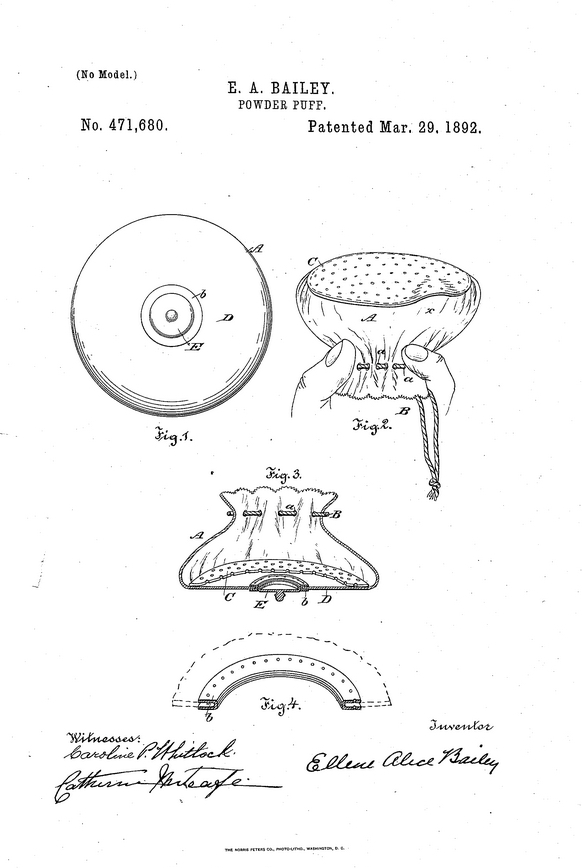
Diseño de borlas para empolvar de Bailey, núm. de patente de los EE. UU. 471,680, 1892.

Bailey puede haber sido la primera estadounidense en patentar las borlas para empolvarse, con su invención en 1882 de una pequeña bolsa de cordón con un fondo perforado para la distribución equitativa del polvo. Inventó tres variaciones más de sus borlas, con la última de ellas patentada en 1892.